# Slovenská televize a rozhlas
Slovenská televize a rozhlas (slovensky Slovenská televízia a rozhlas, STVR, původně STaR) je de iure slovenský veřejnoprávní televizní a rozhlasový vysílatel a nezávislá kulturní a vzdělávací instituce, de facto se ale jedná o státního vysílatele. STVR vznikla účinností zákona č. 157/2024 Z. z. o Slovenské televizi a rozhlase a zániku Rozhlasu a televize Slovenska dne 1. července 2024.
Generálního ředitele STVR volí devítičlenná rada se čtyřmi nominanty Ministerstva kultury Slovenské republiky, poradním orgánem rady je devítičlenná etická komise.
Od 1. července do konce září 2024 je dočasným ředitelem Slovenské televize a rozhlasu Igor Slanina, který byl v letech 2017 – 2022, za vedení Jaroslava Rezníka ředitelem Média RTVS – dceřiné spoločnosti RTVS, spravující prodej vysílacího prostoru vyhraněného pro komerční sdělení v rámci programů RTVS.
Přes zánik RTVS, bude STVR využívat on-air grafiky a zvukové grafiky a off-air brand a grafiku RTVS, rebrand by měl přijít na podzim, do té doby se postupně loga RTVS vystřihávají ze znělek a odmazávají a překrývají se části log pořadů, on-air grafiky a programových složek obsahující oceňované logo RTVS s dvojtečkou.

## Historie
Čtvrtá vláda Roberta Fica ve svém Programovém vyhlášení vlády schválila rozdělení RTVS na Slovenskou televizi a Slovenský rozhlas. Koncem prosince 2023 Andrej Danko tvrdil, že vláda SR se definitivně rozhodla rozdeliť RTVS na samostatnou veřejnoprávní televizi a rozhlas a informoval o připravovaném zákoně, který měl být předložen v únoru 2024. V únoru požádala ministryně kultury Martina Šimkovičová o přeložení návrhu zákona o RTVS na březen pro aktuální dění v Národní radě SR.

## Otevřené dopisy prezidentovi
2. října 2024 zveřejnil Stávkový výbor iniciativy zaměstnanců a spolupracovníků Slovenské televize a Slovenského rozhlasu otevřený dopis, ve kterém apelují na prezidenta SR Petera Pellegriniho, aby se zabýval situací kolem volby radních STVR a upozorňují mimo jiné i na střety zájmů a nepotismus některých členů výběrové komise a radních, které ministryně kultury Martina Šimkovičová jmenovala.
Stávkový výbor již dříve touto cestou slovenského prezidenta oslovoval, ten na něj neodpověděl.

## Stanice
| Logo                       | Název    | Popis |
| -------------------------- | -------- | --- |
| Logo jednotky              | Jednotka | Vysílá seriály, pořady pro děti, zábavné show a zpravodajství.                                                                    |
| Logo dvojky                | Dvojka   | Vysílá dokumentární pořady, pořady zaměřené na národnostní menšiny, magazíny a kvalitní evropské filmy.                           |
| Logo čtvrtého okruhu STVR. | Šport    | Sportovní stanice, která vysílá sportovní přenosy a záznamy, sportovní zpravodajství a magazíny.                                  |
| Logo pátého okruhu STVR.   | :24      | Zpravodajská stanice, která vysílá 24 hodin denně zpravodajství a publicistiku. Vysílat se začala kvůli ruské invazi na Ukrajinu. |